# Albin Forssell
Pontus Albin Forssell, född 22 januari 1855 i Karlstad, död där 13 juni 1934, var en svensk tidningsutgivare och boktryckare.
Albin Forssell var son till boktryckaren och tidningsutgivaren Carl Daniel Forssell. Han gick i skola i Karlstad 1864–1871 och utbildades därefter i faderns tryckeri 1871–1872 samt vid Gronaus typografiska anstalt i Berlin 1872–1874. Efter att ha återvänt till Sverige inträdde han i faderns firma, C. Forssells tryckeri, och var samtidigt medarbetare i den av fadern utgivna Wermlands läns tidning. Forssell grundade 1879 Karlstads Tidning, som senare bytte namn till Karlstads-Tidningen. Fram till 1904 var han ägare till Karlstads-Tidningen och C. Forssells tryckeri men överlät då de båda företagen till de fyra fast anställda medarbetarna och tryckeriföreståndaren. Under den tid Forssell var ägare till Karlstad-Tidningen hade han 1887–1888 Gustaf Fröding och från 1899 Oscar Stjerne som medarbetare.